# Hoofdstraat 31-33 (Baarn)
De dubbele villa aan de Hoofdstraat 31-33 is een gemeentelijk monument in Baarn in de provincie Utrecht.
Het pand werd in 1908 door E. Hogervout uit Hilversum gebouwd voor H.J. Köper. Aan het symmetrisch ingedeelde gebouw zijn veel Jugendstilachtige decoraties aangebracht.